# Umbranymphes spinosa
Umbranymphes spinosa is een insect uit de familie van de Nymphidae, die tot de orde netvleugeligen (Neuroptera) behoort. 
Umbranymphes spinosa is voor het eerst wetenschappelijk beschreven door New in 1988.